# Ђанлука Вијали
Ђанлука Вијали (итал. Gianluca Vialli; Кремона, 9. јул 1964 — Лондон, 6. јануар 2023) био је италијански фудбалер и фудбалски тренер. Као играч, играо је на позицији нападача.

## Клупска каријера
Своју сениорску каријеру Вијали је почео 1980. године у клубу из родног града Кремонезеу. Након постигнутих 10 голова у сезони 1983/84. прелази у Сампдорију.
У Сампдорији игра у тандему заједно са својим другом из детињства Робертом Манћинијем. Њих двојица су заједно добили надимак Гол близанци. Док је Вијали играо за Сампдорију клуб је достигао највеће успехе у клупској историји. Сезоне 1990/91. Сампдорија је први пут постала шампион Италије, а Вијали је био први стрелац лиге са 19 погодака. Са Сампдоријом је освојио и Куп победника купова 1990. када је у финалу против Андерлехта постигао 2 гола, као и 3 италијанска купа. Вијали је са Сампдоријом играо против Барселоне у финалу Купа шампиона 1991/92, где је Барселона тријумфовала.
Вијали убрзо након тог финала прелази у Јувентус, са којим већ у првој сезони осваја Куп УЕФА. Сезоне 1994/95. Вијали са Јувентусом осваја дуплу круну у Италији, а уједно је и играо финале Купа УЕФА, где је Јувентус поражен од Парме иако је у реванш мечу Вијали постигао одличан гол. Каријеру у Јувентусу је окончао као капитен екипе подигавши пехар Лиге шампиона 1996. године, када је Јувентус након бољег извођења једанаестераца славио против Ајакса.
У лето 1996. Вијали прелази у Челси код тренера Руда Гулита, и већ у првој сезони осваја ФА куп. Упркос добрим партијама Вијали не игра често код Гулита.

## Репрезентација
Вијали је дебитовао за италијанску репрезентацију 1985. против Пољске. Учествовао је на Европском првенству 1988. где је у групној фази постигао победоносни гол против Шпаније. Италија је испала на том првенству од Совјетског Савеза, Вијали је на крају био уврштен у најбољи тим првенства.
Италија је била домаћин Светског првенства 1990, а од Вијалија се доста очекивало. Ипак, Вијали у првом мечу против Аустрије није постигао гол, а против САД је промашио пенал, и тако је постао замена за Салватореа Скилаћија. Касније је тек заиграо у полуфиналу ушавши у игру са клупе против Аргентине, а Италија је елиминисана након извођења пенала.
Своју репрезентативну каријеру је завршио 1992. године због напетог односа са тадашњим селектором Аригом Сакијем. Вијали је одиграо 59 мечева за Италију и постигао 16 голова.

## Тренерска каријера
У Челсију Руд Гулит је био отпуштен као тренер у фебруару 1998, а 33-годишњи Вијали је био постављен за тренера-играча. Челси је већ био у полуфиналу Лига купа и у четвртфиналу Купа победника купова, а на крају ће освојити оба такмичења и завршити као 4. у Премијер лиги. Победивши Штутгарт у финалу Купа победника купова 13. маја 1998. Вијали је постао најмлађи тренер који је освојио неко европско клупско такмичење са 33 године и 308 дана. Рекорд је трајао до 18. маја 2011. када је Андре Виљаш-Боаш са Портом освојио Лигу Европе са 33 године и 213 дана.
Наредне сезоне Челси је освојио Суперкуп Европе победом над Реал Мадридом 1:0, и завршио као 3. у Премијер лиги са само 4 бода мање од шампиона Манчестер јунајтеда. Исте сезоне Вијали је одиграо свој последњи меч за Челси против Дерби каунтија, и на том мечу је постигао гол. Сезоне 1999/00. Челси стиже до четвртфинала Лиге шампиона, где побеђује Барселону у првом мечу са 3:1, али у реваншу губи 5:1 након продужетака. Исте сезоне Вијали је са Челсијем освојио ФА куп победом над Астон Вилом у финалу. Сезона 2000/01. почиње одлично за Челси и Вијалија победом над Манчестер јунајтедом у Суперкупу Енглеске, што је био пети Вијалијев трофеј за мање од три године проведене у клубу, и то га је тада чинило најбољим клупским тренером у историји. Међутим, Вијали је убрзо смењен због низа лоших резултата.
Вијали је преузео Вотфорд у сезони 2001/02, који је тада у Другој лиги. Са Вотфордом је заузео 14. место у лиги, па је зато смењен након годину дана вођења екипе.

## Играчки успеси

### Кремонезе
- Серија Ц 1 (1) : 1980/81. (1. место—промоција у виши ранг)

### Сампдорија
- Серија А (1) : 1990/91.
- Куп Италије (3) : 1984/85, 1987/88, 1988/89.
- Суперкуп Италије (1) : 1991.
- Куп победника купова (1) : 1989/90. (финале 1988/89).
- Лига шампиона : финале 1991/92.
- Суперкуп Европе : финале 1990.

### Јувентус
- Серија А (1) : 1994/95.
- Куп Италије (1) : 1994/95.
- Суперкуп Италије (1) : 1995.
- Куп УЕФА (1) : 1992/93. (финале 1994/95).
- Лига шампиона (1) : 1995/96.

### Челси
- ФА куп (1) : 1996/97.
- Лига куп Енглеске (1) : 1997/98.
- Куп победника купова (1) : 1997/98.
- Суперкуп Европе (1) : 1998.

## Тренерски успеси

### Челси
- ФА куп (1) : 1999/00.
- Лига куп Енглеске (1) : 1997/98. (као играч–тренер)
- Суперкуп Енглеске (1) : 2000.
- Куп победника купова (1) : 1997/98. (као играч–тренер)
- Суперкуп Европе (1) : 1998. (као играч–тренер)